# Варнек, Густав
Густав Адольф Варнек (нем. Gustav Warneck; 6 марта 1834, Наумбург, Пруссия — 26 декабря 1910, Галле, Германская империя) — немецкий протестантский богослов, педагог, профессор, доктор богословия, основатель миссиологии.

## Биография
Изучал богословие на теологическом факультете университета Галле. Во время учёбы стал членом христианской студенческой ассоциации.
С 1858 по 1862 год преподавал в качестве частного репетитора в Эльберфельде и заведовал там детским домом. Там же связался с ведущими представителями Рейнского миссионерского общества, но из-за своего слабого здоровья сначала занял должность помощника проповедника. С 1863 года служил архидиаконом в Доммиче близ Торгау. Во время австро-прусской войны был проповедником.
В 1871 году Варнек получил докторскую степень в Йенском университете.
Работал учителем в миссионерской духовной семинарии. В 1874 году основал первый немецкий миссиологический журнал Allgemeine Missionszeitschift , написал ряд научных статей, брошюр и книг. Кроме того, в 1885 году участвовал в создании Немецкого комитета протестантских миссий, занимая должность секретаря до 1901 года.
В 1892—1903 годах опубликовал свой основной пятитомный труд «Доктрина евангелической миссионерской работы». В университете основал миссионерский семинар.
С 1896 по 1908 год заведовал первой кафедрой миссиологии в университете Галле.
В 1910 году Г. Варнек, который считается основателем протестантской миссиологии, был предложен шведскими миссионерскими обществами на соискание Нобелевской премии по литературе. Творчество Варнека определялось протестантским духом борьбы и антикатолической позицией.

## Избранные публикации
- Missionsstunden, Bd. 1: Die Mission im Lichte der Bibel. 1878
- Die gegenseitigen Beziehungen zwischen der modernen Mission und Kultur. 1879
- Die christliche Mission : ihre sachliche Begründung und thatsächliche Ausführung in der Gegenwart. 1879
- Abriß einer Geschichte der protestantischen Missionen. 1882
- Missionsstunden, Bd. 2: Die Mission in Bildern aus ihrer Geschichte. 1884
- Protestantische Beleuchtung der römischen Angriffe auf die evangelische Heidenmission. 1884-85
- Welche Pflichten legen uns unsere Kolonien auf?. 1885
- Die Mission in der Schule. Ein Handbuch für Lehrer. 1887
- Die Stellung der evangelischen Mission zur Sklavenfrage. 1889
- Evangelische Missionslehre. 1892, modernisierte Ausgabe 2015
- Werner Raupp: Mission in Quellentexten. Geschichte der Deutschen Evangelischen Mission von der Reformation bis zur Weltmissionskonferenz Edinburgh 1910, Erlangen/Bad Liebenzell 1990, S. 364—378 (Einl., Quellenauszüge, Lit.).

Кроме богословских сочинений, в том числе «Unterscheidungslehren der verschiedenen christlichen Bekenntnisse» (11 изд. 1884) и «Die Christliche Kirche an der Schwelle des Irenäischen Zeitalters» (1860), Г. Варнек оставил «Reise nach Ostindien» (1854—1856) и сборник памятников тамильской литературы — «Bibliotheca tamulica» (1854—1865).